# Львовская площадь

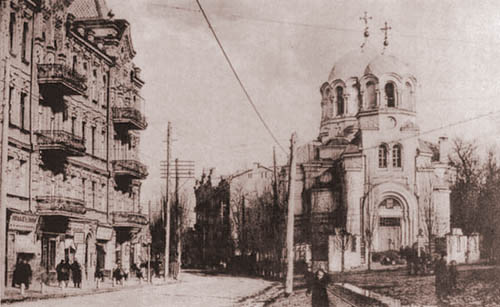
Сретенская церковь на Львовской (Сенной) площади (не сохранилась).

Львовская площадь (укр. Львівська площа) — площадь в Шевченковском районе города Киева, местность Кудрявец. Расположена между улицами Большая Житомирская, Сретенская , Рейтарская, Ярославов Вал, Бульварно-Кудрявская и Сечевых Стрельцов.
Ранее, в 1040-х годах, на месте расположения площади находились Западные ворота в каменной ограде Киева. 

## История
С 1037 года здесь располагались Львовские ворота (первоначально Жидовские), открывавшие путь из Киева на Львов. Эта территория в то время представляла собой сложный узел фортификационных сооружений Западных и Жидовских ворот. Тем не менее ни Западной, ни Жидовской площадь не называлась.
В 1869 году площадь получила название Львовская — по названию Львовских ворот Старокиевской крепости, стоявших здесь в XVII—XVIII вв. В 1835 году ворота получили название Житомирских. В середине XIX века ворота снесли и образовали площадь. Одновременно с официальным названием площадь имела и другое название — Сенная, поскольку здесь размещался Сенной базар (до 1958). С 1959 года носит современное название.

## Застройка
Современный архитектурный ансамбль площади обозначен двумя доминантами, построенными в советское время, — массивным Домом торговли и Домом художника, расположенными напротив друг друга.
Дом торговли сооружался с 1968 по 1981 год. Дом художника, образующий западную сторону площади, был построен в 1978 году. Фасад его второго этажа украшают 7 женских фигур — аллегории искусств.
На Львовской площади была расположена Сретенская церковь — деревянная (XI век — середина XIX века), каменная (возведена по проекту архитектора В.Николаева в 1861 году, разрушена в 30-е годы XX века). Существуют планы по восстановлению церкви.

## Транспорт
- Станция метро «Золотые ворота» (0,9 км)
- Троллейбусы 16, 18
- Автобус 7
- Маршрутки 159, 165, 181, 439, 527, 574